# Recoil (film)
Pour plus de détails, voir Fiche technique et Distribution.
Recoil (titre québécois : À chacun sa vengeance) est un film policier et d'action américain réalisé par Art Camacho (en), sorti en 1998.
Écrit par Richard Preston, Jr., le film raconte l'histoire de Sloan, interprété par Richard Foronjy qui joue le rôle d'un père voulant venger la mort de son fils tué par Morgan (Gary Daniels) et quatre autres policiers. Le film a été produit par Richard Pepin (ru) et Joseph Merhi. Il a été tourné en anglais à Los Angeles, et diffusé le 5 mars 1998 en Finlande. Le film est sorti dans la plupart des pays en direct-to-video.

## Synopsis
Vincent Sloan (Richard Foronjy) un chef mafia criminelle 
de Los Angeles a trois fils. Marcus, son plus jeune fils braque une banque (Bank robbery (en)). La police arrive et Marcus qui porte une cagoule essaie de s'échapper en voiture,. 
Après une course-poursuite Marcus est rattrapé et tué par cinq officiers du département de police de Los Angeles. 
Morgan (Gary Daniels) enlève la cagoule et les agents de police voient que c'est un jeune délinquant. 
Un passant a le temps de filmer et les images de la prise de vue passent à la télévision. 
Sloan voit son fils aux nouvelles. Il jure vengeance immédiatement et a charge ses autres fils de tuer les cinq hommes responsables. 
Il ordonne également de voler le corps de son fils. Les dossiers de Marcus disparaisse du commissariat. Morgan (Gary Daniels) est persuadé qu'il y a un mouton noir au sein de la police. 
Morgan et son ami détective Cassidy prennent quelques jours de vacances avec leurs familles loin de Los Angeles pour soulager leurs tete de leur la vie dramatique. Penandant ce temps, trois des flics impliqués dans la mort de Marcus sont assassinés. 
Morgan se rend compte que le jeune tué est Marcus, le fils de Sloan. Son chef lui demande de quitter à nouveau la région avec sa famille. 
Morgan fuit avec sa famille en voiture mais ils sont poussés dans un ravin par les fils de Sloan. L'accident tue sa femme et ses deux enfants. Seul Morgan survit mais est dans le coma. Il se réveille et parle avec le détective Cassidy, qui était avec lui lors de mort de Marcus. Morgan n'a plus de raison pour vivre. Cassidy est assassiné. Morgan se rend compte que son propre patron, est l'espion qui est dans les rangs de la police. Morgan décide de se venger. 
Morgan tue les fils de Sloan un par un, puis tue le chef de la police, pour finalement tuer Sloan avec un baril qui explose en le soufflant en pleine face.

## Fiche technique
- Titre : Recoil
- Titre québécois : À chacun sa vengeance
- Réalisation : Art Camacho (en)
- Scénario : Richard Preston, Jr.
- Direction artistique : Andi Brittan
- Distribution des rôles : Mark Sikes
- Décors : Adrienne Mascaro
- Costumes : Elizabeth Eckhardt
- Photographie : Ken Blakey
- Montage : Heidi Scharfe
- Musique : Tim Wynn (en)
- Production : Richard Pepin (ru) et Joseph Merhi
- Pays de production :  États-Unis
- Langue : anglais
- Format : couleur (Technicolor) - Dolby Digital - 35 mm
- Genre : Film de gangsters, action et Thriller
- Durée du film : 96 minutes
- Année de production : 1997 (tournage) - 1998 (post-production et finalisation)
- Dates de sortie :
  - Finlande :  5 mars 1998
  - États-Unis :  12 mai 1998
  - France : 29 septembre 1998[3]

## Distribution
- Gary Daniels : Détective Ray Morgan
- Gregory McKinney (pt) : Détective Lucas Cassidy
- Thomas Kopache (en) : Capitaine Trent, le chef de police corrompu
- John Sanderford : Inspecteur en Chef Arnold 'Cat' Canton
- Billy Maddox (nl) : Monsieur Brown
- Kelli McCarty : Tina Morgan
- Maurice Lamont : Alex Boorman, Officier
- Richard Foronjy : Vincent Sloan, le chef de la mafia
- Robin Curtis : Julie Sloan, la femme de Sloan
- Michael Alaimo : Père Navarra
- Christopher Boyer : Abercrombie
- Vincent DePalma : Nicholas Sloan

## Lieux du tournage
Le film a été tourné sur la 1010 S. Flower St, 308 S Santa Fe Avenue, 434 S Hill St, 6th Street Bridge, E 6th St & Mateo St, et à la Power Generating Station de la Sun Valley, à Los Angeles, en Californie aux États-Unis.

## Réception
Le site web Schnittberichte.com (de) salue l'action, mais trouve que les scènes durent souvent trop longtemps. En outre, la performance de Daniels a été critiqué, Daniels.
L'émission Lexikon des internationalen Films donne un jugement médiocre. Bien que le film commençait « massivement », il est devenu « ennuyeux ».
L'Encyclopédie du film international (Lexikon des internationalen Films) a fortement critiqué le film. Les éditeurs ont vu un « film d'action, qui se caractérise par des exagérations scandaleuses où toutes les occasions générant une tension sont saisies par de nombreuses invraisemblances».